# Mnèmon
Mnèmon (en grec antic Μνήμων, «el qui recorda» o «el qui fa recordar») va ser, segons la mitologia grega, un servent d'Aquil·les.
Quan la mare d'Aquil·les, Tetis, va deixar que el seu fill anés a la guerra de Troia, li va donar un acompanyant, Mnèmon, encarregat de preservar-lo d'un fet que havia anunciat l'oracle: si Aquil·les matava un fill d'Apol·lo, moriria a Troia. Però no se sabia qui podia ser el fill del déu. Mnèmon tenia com a missió de recordar constantment a Aquil·les que, abans de matar algú, havia de saber que no descendia d'Apol·lo. Però a Tenedos Aquil·les va matar l'heroi Tenes, que era fill del déu, i no va poder escapar-se del seu destí. Per castigar Mnèmon, que no li havia fet memòria, el va matar d'una llançada. Així ho explica Plutarc.